# Tjasmyn
Tjasmyn (ukrainsk: Тясмин, tr. Tjasmyn) er en biflod til Dnepr fra højre i Kirovohrad og Tjerkasy oblast i Ukraine. Tjasmyn udmunder i Krementjukreservoiret, er 161 km lang og har et afvandingsareal på 4.540 km². Middelvandføringen er 6,6 m³/s.